# José Embrioni
José Embrioni (Buenos Aires, 1906 — ibidem, 1996) était un militaire, diplomate et homme politique argentin. Il occupa, sous le gouvernement de Ramírez, puis sous celui de Perón, des fonctions au ministère des Affaires étrangères et de la Défense, ainsi qu’à l’ambassade d’Argentine aux États-Unis. Retraité de l’armée en 1955, avec le grade de général de division, il fut nommé en 1973 maire de Buenos Aires.

## Biographie
José Embrioni suivit une formation d’officier au Collège militaire de la nation, dont il sortit en 1927 major de sa promotion, avec le grade de sous-lieutenant d’infanterie. Après avoir enseigné en 1943 et 1944 la tactique au Collège militaire et à l’École supérieure technique, et promu entre-temps major, il exerça comme secrétaire général du ministère des Relations extérieures et des Cultes sous la dictature de Pedro Pablo Ramírez. En 1947, monté déjà au grade de lieutenant-colonel, il fit partie de la délégation argentine à la Conférence interaméricaine de Rio de Janeiro, cette fois sous le premier gouvernement de Juan Perón.
Entre 1948 et 1949, il travaillera pour le compte de ce même gouvernement à l’ambassade d’Argentine aux États-Unis, puis occupera le poste de secrétaire du ministère de la Guerre de 1949 à 1955, date à laquelle il fut mis, porteur alors du grade de général de division, à la retraite.
C’est en tant que général retraité de l’armée de terre qu’il fut nommé le 30 août 1973 maire de Buenos Aires par le gouvernement interimaire du docteur Raúl Lastiri. À l’accession au pouvoir de Juan Perón le 12 octobre 1973, il sera reconduit dans sa fonction, puis une nouvelle fois à l’évènement d'Isabel Martínez de Perón en 1974.
Il s’éteignit le 14 avril 1996, à l’âge de 90 ans ; une chapelle ardente fut aménagée dans le Salon doré du Conseil de déliberation de Buenos Aires, à laquelle se rendirent Carlos Menem, alors président de la république, et le maire en exercice de Buenos Aires, Jorge Domínguez.

## Source
- Falleció el ex intendente Embrioni, article dans le quotidien La Nación du 15 avril 1996.